# Steven Sewell
(en) Statistiques sur pro-football-reference
Steven Edward Sewell, né le 2 avril 1963 à San Francisco (Californie), est un joueur américain de football américain ayant évolué au poste de running back.
Étudiant à l'Université d'Oklahoma, il a joué pour les Oklahoma Sooners.
Il fut drafté en 1985 à la 26e place (premier tour) par les Broncos de Denver. Il effectua toute sa carrière avec cette franchise.
Anecdote marquante de sa carrière, il lança une passe de 23 yards pour un touchdown à John Elway en 1986.
Après sa carrière sportive, il devint entraîneur de running back à l'université, notamment pour l'Université de l'État du Colorado à Pueblo.